# Psychotria cheathamiana
Psychotria cheathamiana là một loài thực vật có hoa trong họ Thiến thảo. Loài này được Fosberg miêu tả khoa học đầu tiên năm 1991.